# Stangholmen
Stangholmen est une île norvégienne du comté de Hordaland appartenant administrativement à Os.

## Description
Rocheuse et pratiquement désertique à l'exception de quelques bosquets en son centre, elle s'étend sur environ 190 m de longueur pour une largeur approximative de 87 m. 